# Norwegisches Justizmuseum
Das Justizmuseum (norwegisch Justismuseet) in Trondheim ist Norwegens nationales Museum für Polizei, Rechtspflege und Strafvollzug.

## Geschichte
Es wurde 2001 als Norwegisches Rechtsmuseum (Norsk rettsmuseum) gegründet und erhielt 2016 seinen heutigen Namen. Teile der Sammlung gehen auf das bereits 1918 eingerichtete Kriminalmuseet im Hornemannsgård zurück, dem damaligen Polizeirevier. Dieser Vorläufer diente jedoch nur der internen Schulung und stand dem Publikumsverkehr nicht offen.

## Ausstellungen

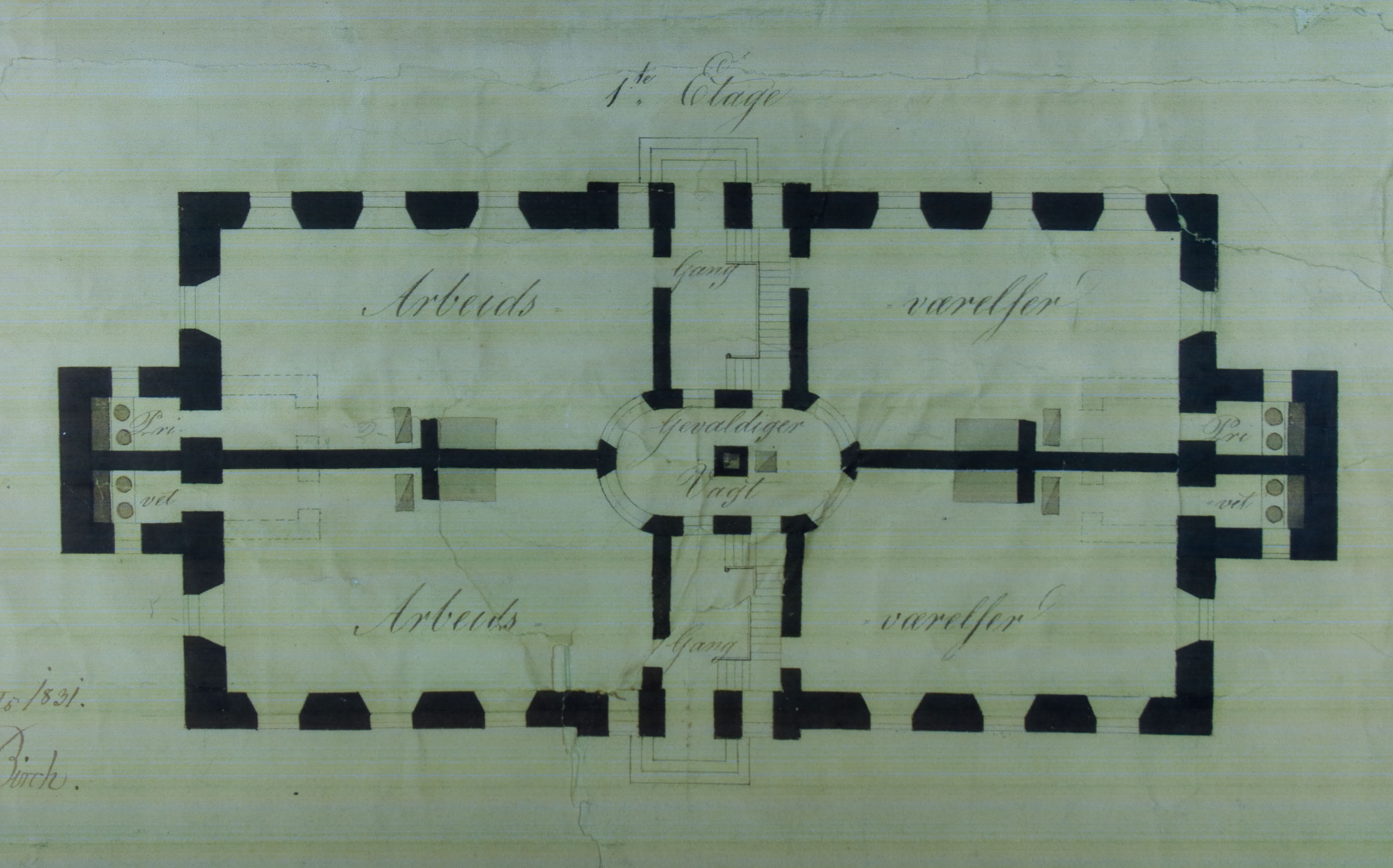
Historischer Grundriss. Die Arbeitsräume des Gefängnisses waren um einen zentralen Wachraum angeordnet.

Das Museum verfügt mit rund 20.000 Exponaten über eine der größten Sammlungen Norwegens zur Polizei- und Rechtsgeschichte und hat Objekte der Polizeimuseen in Oslo, Trondheim und Bergen übernommen, beispielsweise Utensilien zu Verbrechen und Bestrafung, zur Entwicklung von Strafvollzug und Psychiatrie, zur Rolle von Gestapo und SD während der deutschen Besatzung (1940–1945).
Das Museum befindet sich in der Kongens gate 95 und ist dienstags bis freitags von 10 bis 15 Uhr sowie am ersten Sonntag im Monat von 12 bis 16 Uhr geöffnet (2018). Der Eintritt ist frei. Die Dauerausstellung wird regelmäßig mit kleineren Sonderausstellungen ergänzt. Viele Objekte werden in Online-Ausstellungen präsentiert.

## Gebäude
Das Museum befindet sich in einem denkmalgeschützten Gebäude, vom Architekten Ole Peter Riis Høegh (1806–1852) ab 1833 errichtet. Es diente zunächst als Wache der Trondheimer Stadtbefestigung (Skansevakten), dann abwechselnd als Männer- und Frauengefängnis. Ende des 19. Jahrhunderts wurde es zur landesweit ersten Anstalt für gefährliche Geisteskranke umgebaut. Nach 1961 wurde das Haus vor allem als Lager genutzt und verfiel zusehends. 1990/92 renoviert und als Bürogebäude genutzt, beherbergte es ab 1997 das Trondheimer Polizeimuseum. 2003 wurde es vom Norsk rettsmuseum übernommen.

## Exponate

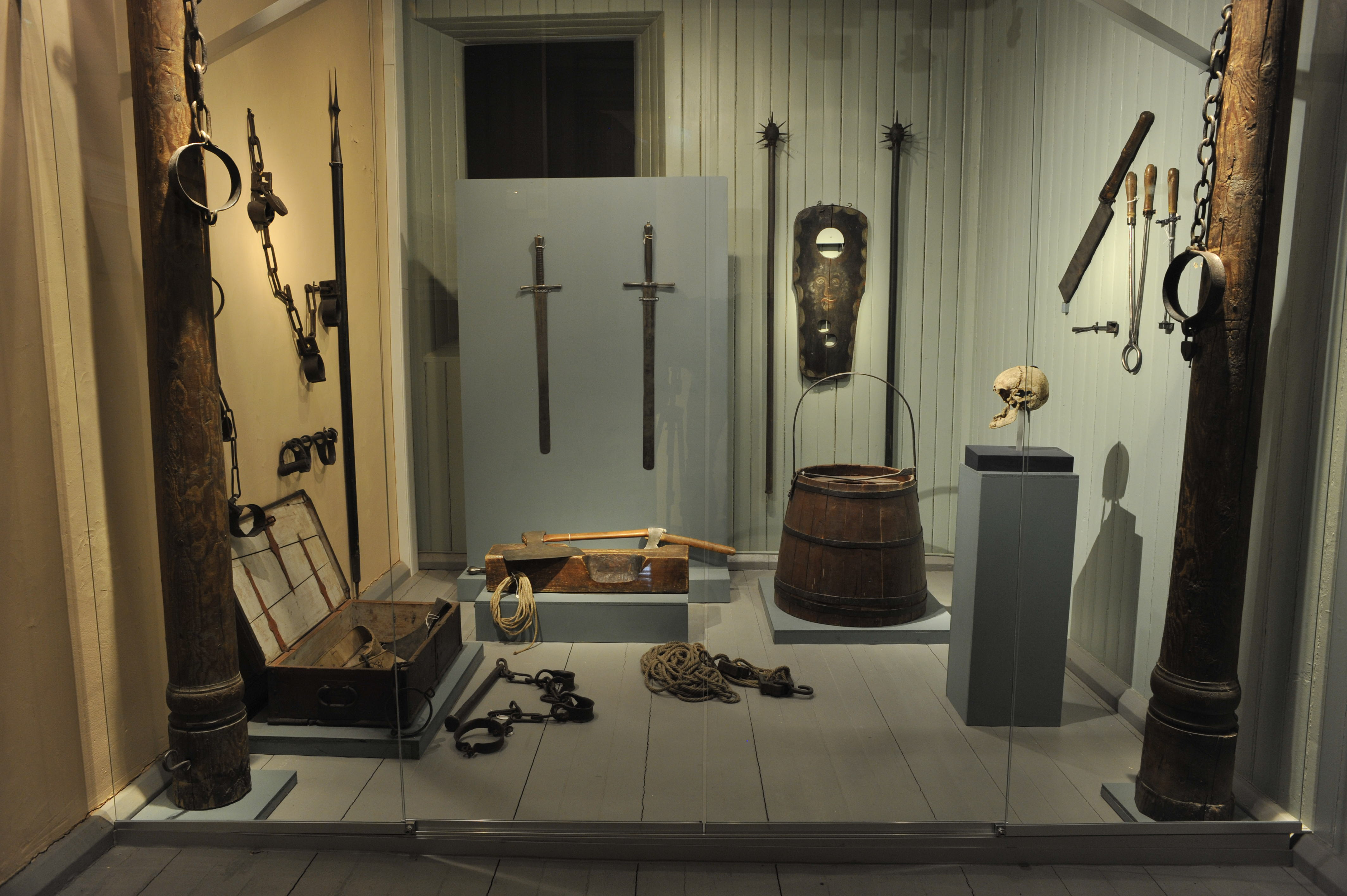
Utensilien eines Scharfrichters, 17. Jh.
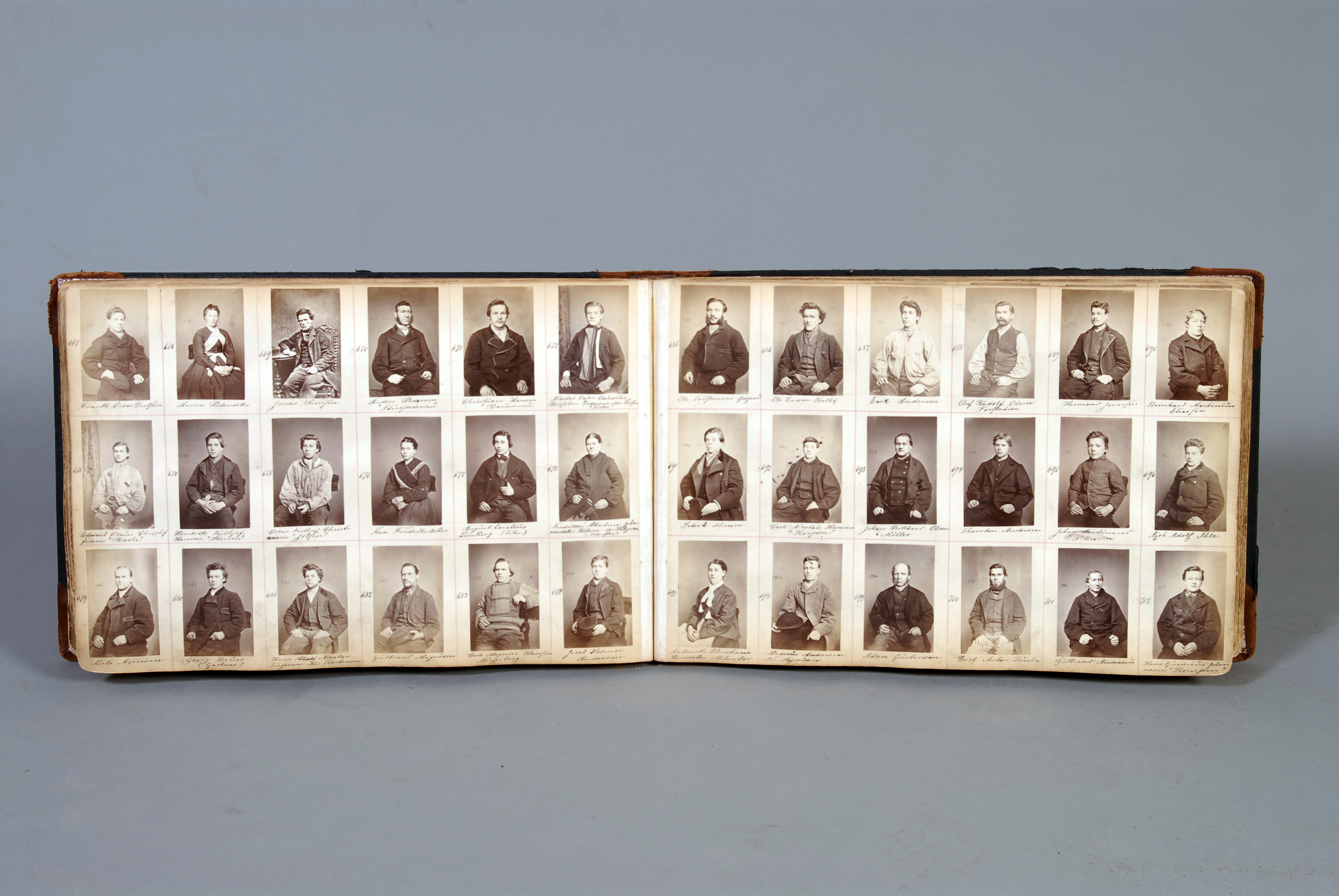
Ab den 1850er Jahren wurden Fotosammlungen mit Vorbestraften und Verdächtigen angelegt.
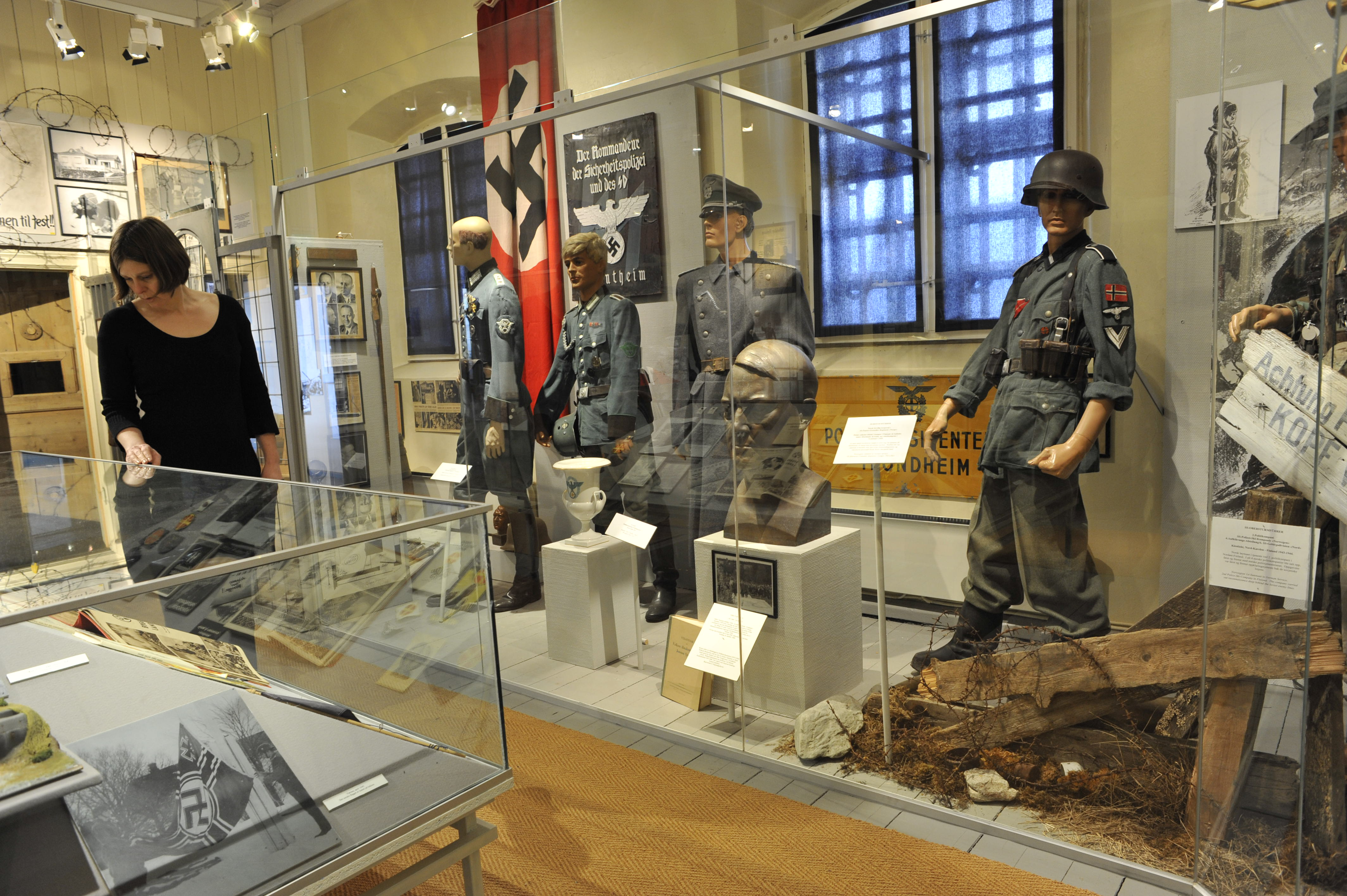
Gestapo und SD bezogen in Trondheim während der deutschen Besatzung das Misjonshotellet.
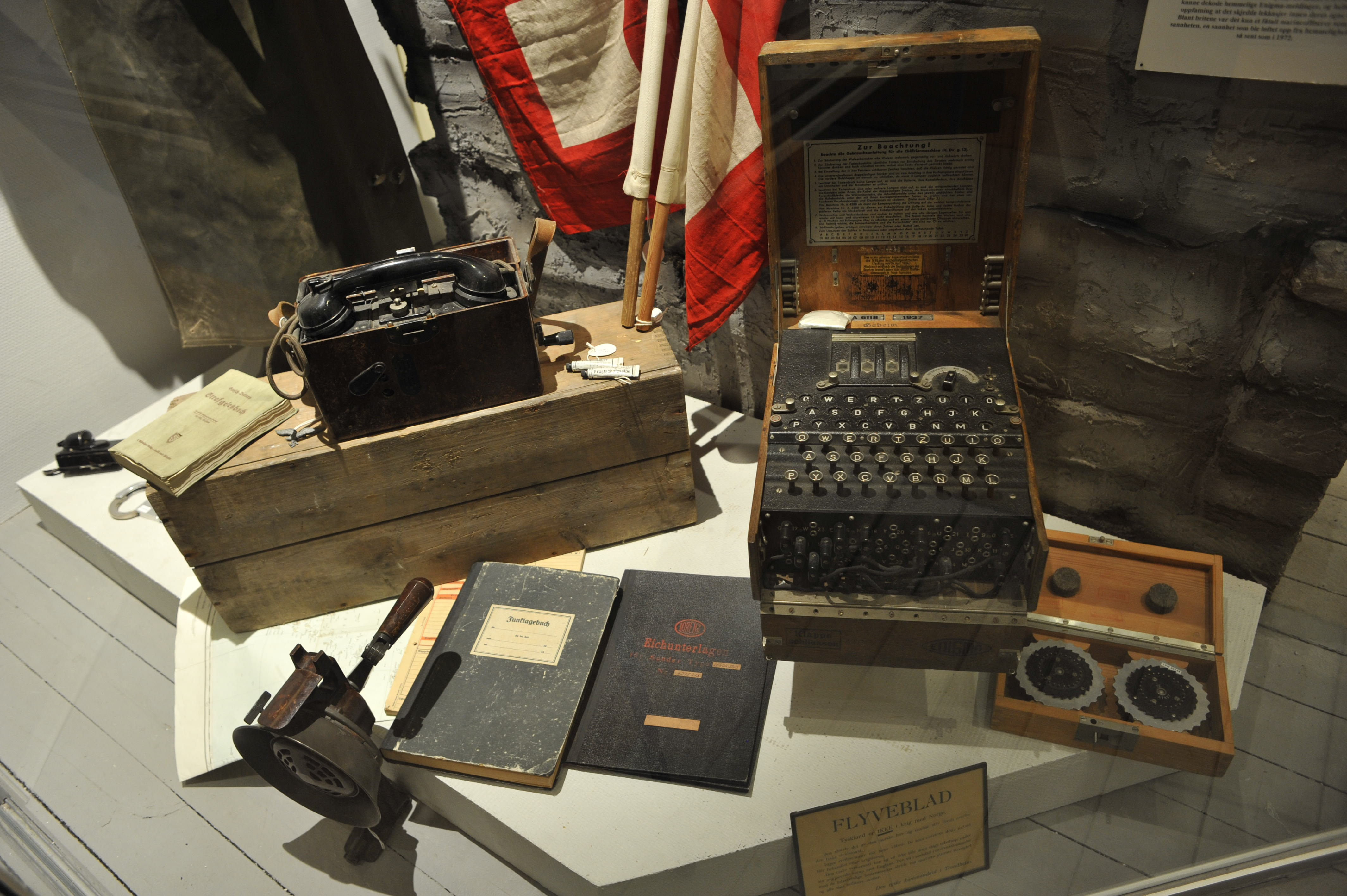
Die deutsche Enigma I wurde nach 1945 vom norwegischen Inlandsnachrichtendienst in modifizierter Form als Norenigma weiterverwendet.
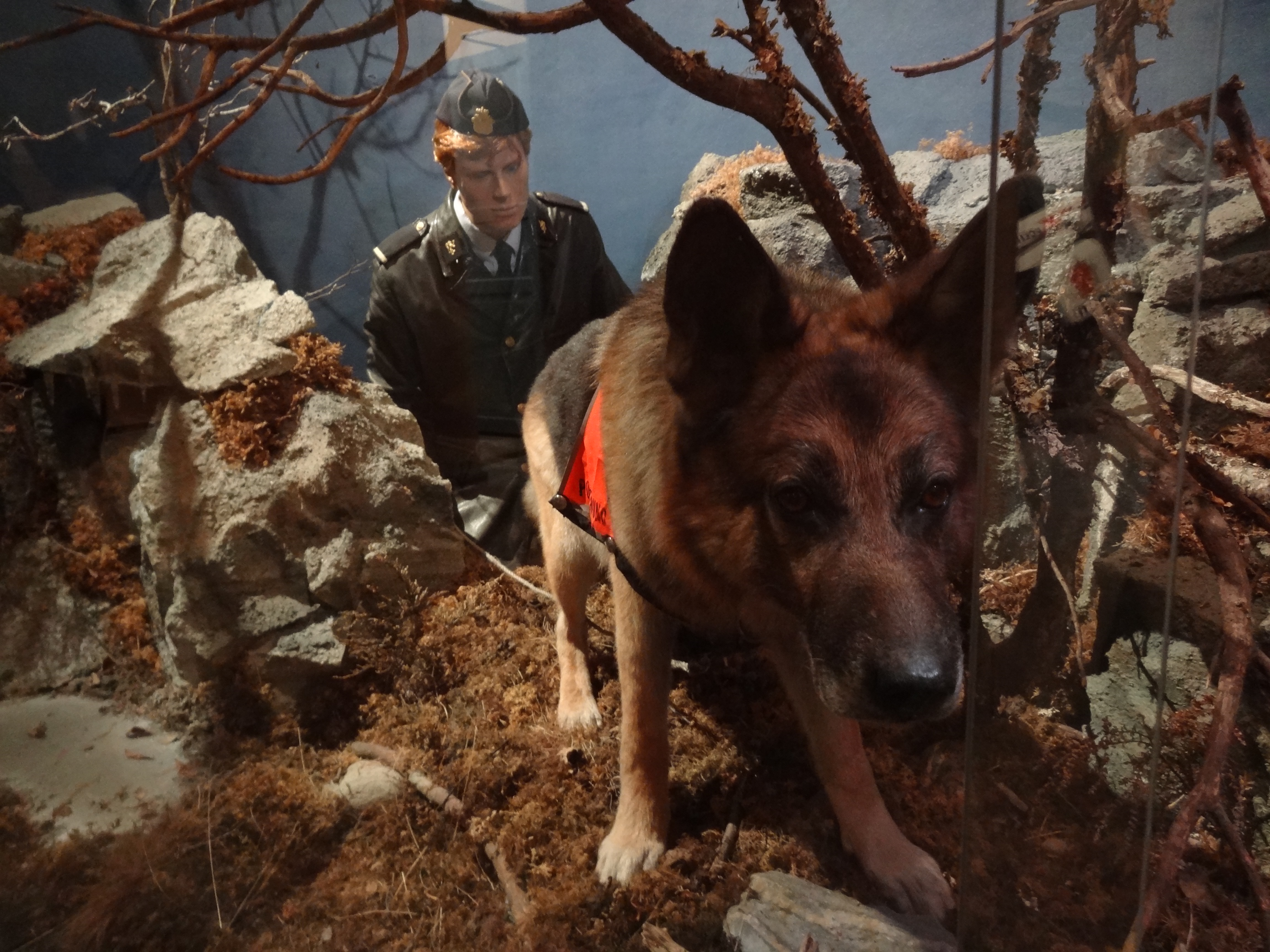
Deutscher Schäferhund als Spürhund